# Người Tabasaran
Người Tabasaran (tên tự gọi là Табасаранар hay Tabasaranar) là một dân tộc bản địa ở Dagestan, Liên bang Nga. Họ cư trú chủ yếu ở sườn đông nam của Dãy Kavkaz. Người Tabasaran có dân số khoảng 150.000 người, tập trung ở Liên bang Nga. Tại một số nước thuộc Liên Xô cũ số người Tabasaran đều dưới 1.000 như Ukraina, Uzbekistan, Kazakhstan, Azerbaijan. Tại Dagestan họ cư trú cùng với người Dargin ở phía bắc, với người Aghul ở phía tây nam, và với người Lezgi ở phía nam. Người Tabasaran nói tiếng Tabasaran, một ngôn ngữ thuộc ngữ hệ Bắc Kavkaz.